# Алтамира (микрорегион)

Алтамира на карте.

Алтамира (порт. Microrregião de Altamira) — микрорегион в Бразилии, входит в штат Пара. Составная часть мезорегиона Юго-запад штата Пара. ННаселение составляет 273 880 человек (на 2010 год). Площадь — 226 196,906 км². Плотность населения — 1,21 чел./км².

## Демография
Согласно сведениям, собранным в ходе переписи 2010 г. Национальным институтом географии и статистики (IBGE), население микрорегиона составляет:
| Полное население                             | Полное население                             | Полное население                             | Полное население                             | 273 880 |
| -------------------------------------------- | -------------------------------------------- | -------------------------------------------- | -------------------------------------------- | ------- |
| в том числе:                                 | Городское население                          | 160 392                                      | Процент городского населения, %              | 58,56   |
|                                              | Сельское население                           | 113 488                                      | Процент сельского населения, %               | 41,44   |
|                                              | Мужское население                            | 143 521                                      | Процент мужского населения, %                | 52,40   |
|                                              | Женское население                            | 130 359                                      | Процент женского населения, %                | 47,60   |
| Плотность населения, чел/км²                 | Плотность населения, чел/км²                 | Плотность населения, чел/км²                 | Плотность населения, чел/км²                 | 1,21    |
| Население микрорегиона в % к населению штата | Население микрорегиона в % к населению штата | Население микрорегиона в % к населению штата | Население микрорегиона в % к населению штата | 3,61    |

## Статистика
- Валовой внутренний продукт на 2003 год составляет 1 143 108 333,00 реалов (данные: Бразильский институт географии и статистики).
- Валовой внутренний продукт на душу населения на 2003 год составляет 4778,38 реалов (данные: Бразильский институт географии и статистики).
- Индекс развития человеческого потенциала на 2000 год составляет 0,704 (данные: Программа развития ООН).

## Состав микрорегиона
В составе микрорегиона включены следующие муниципалитеты:
1. Алтамира
2. Анапу
3. Бразил-Нову
4. Медисиландия
5. Пакажа
6. Сенадор-Жозе-Порфириу
7. Уруара
8. Витория-ду-Шингу